# Beetlejuice (comédie musicale)
Pour les articles homonymes, voir Beetlejuice (homonymie) et Bételgeuse (homonymie).
Beetlejuice est une comédie musicale avec la musique et les paroles d'Eddie Perfect et un livret de Scott Brown et Anthony King. Il est basé sur le film de 1988 du même nom. L'histoire parle d'un couple décédé qui tente de hanter les nouveaux habitants de leur ancienne maison et qui appelle à l'aide le surnommé Betelgeuse (prononcé Beetlejuice). L'un des nouveaux habitants est une jeune fille, Lydia, qui fait face à la mort de sa mère.
La comédie musicale a été essayée au National Theatre, Washington DC en octobre 2018, avant son ouverture à Broadway au Winter Garden Theatre le 25 avril 2019. Elle est produite par Warner Bros. Theatre Ventures (une unité du propriétaire de la franchise Warner Bros.). En raison de la pandémie de Covid-19 , le spectacle a joué sa dernière représentation au Winter Garden le 10 mars 2020. Il a repris au Marquis Theatre le 8 avril 2022 et a joué sa dernière représentation à Broadway le 8 janvier 2023.

## Argument

### Acte I
Un groupe de personnes dans un cimetière pleurent le décès d'Emily Deetz. La fille d'Emily, Lydia, réfléchit à la mort de sa mère et à sa propre incapacité à se faire remarquer par son père, Charles (Prologue: Invisible). Un démon millénaire nommé Beetlejuice apparaît et se moque de l'idée de vivre la vie au maximum, car tout sera sans valeur une fois que la mort viendra (The Whole 'Being Dead' Thing). Beetlejuice s'adresse ensuite directement au public, expliquant qu'en tant que démon, il est invisible pour tous les êtres vivants à moins qu'il ne fasse dire à une personne vivante son nom trois fois, et révèle qu'il a élaboré un plan pour y parvenir.
Beetlejuice présente ensuite Adam et Barbara Maitland. C'est un couple marié normal qui veut désespérément fonder une famille, mais qui n'est pas prêt émotionnellement et qui projette ses insécurités sur ses passe-temps. Alors que les Maitlands expliquent à eux-mêmes pourquoi ils ne sont pas prêts pour un enfant, ils tombent à leur mort à cause de planchers instables dans leur maison (Ready, Set, Not Yet). Le manuel du récemment décédé tombe du ciel, mais Beetlejuice le brûle, voulant que les Maitlands nouvellement décédés hantent leur maison et obligent une personne vivante à dire son nom trois fois. Lorsque les Maitlands se réveillent de leur chute et se rendent compte qu'ils sont morts, Beetlejuice se révèle au couple et propose de les aider à s'adapter à l'au-delà (The Whole Being Dead Thing, Pt. 2). Il révèle aux Maitlands qu'une nouvelle famille, les Deetz, a acheté leur maison et que pour rester seuls, ils devront les effrayer, alors les Maitlands acceptent son aide (The Whole Being Dead Thing, Pt . 3).
En emménageant, Charles révèle à Lydia qu'il veut créer une résidence fermée, utilise la maison comme maison modèle, et organise un dîner avec des amis d'affaires. Lydia exprime son désir de voir sa mère revenir, mentionnant le fait que personne ne semble se soucier qu'elle soit partie. En priant pour qu'elle envoie un signe qu'elle est toujours là, Lydia jure de faire reconnaître à son père le fait que la tragédie a frappé leur famille (Dead Mom). Dans le grenier, Beetlejuice essaie d'apprendre aux Maitlands comment faire peur. Malgré ses meilleures tentatives, ils ne sont pas du tout effrayants (Fright of their Lives). Beetlejuice est frustré avec le couple et les abandonne, alors ils jurent d'effrayer la famille Deetz eux-mêmes (Ready Set (reprise)). Pendant ce temps, Delia, une femme que Charles a engagée pour être la coach de vie de Lydia et son amant secret, raconte à Lydia comment tout se passe pour une raison, mais ne parvient pas à la mettre dans un état d'esprit positif (No Reason). Après leur séance, Lydia rencontre les Maitlands alors qu'ils errent dans la maison pour essayer d'effrayer les Deetz. Lydia veut quitter la maison tout autant que les Maitlands veulent que sa famille sorte, alors elle essaie de convaincre son père que la maison est hantée, seulement pour découvrir que lui et Delia sont fiancés.
Se sentant comme si Charles essayait juste de remplacer sa mère, Lydia s'enfuit sur le toit, où un Beetlejuice déprimé se lamente de ne jamais être vu (Invisible (reprise)). Il devient cependant extatique quand il se rend compte que Lydia peut le voir et essaie de la convaincre de ne pas se suicider, avec l'intention de l'amener à le libérer de sa malédiction. Lydia taquine Beetlejuice, mais ne dit pas son nom. Les Maitlands viennent voir Lydia, seulement pour être possédés par Beetlejuice en disant des choses positives à son sujet pour convaincre davantage Lydia. En apprenant la possession et le fait que n'importe quel fantôme peut le faire, quelle que soit sa compétence, Lydia décide de ne pas travailler avec Beetlejuice et de travailler avec les Maitlands pour ruiner la fête de Charles (Say My Name).
Lors du dîner, Barbara et Adam possèdent Charles, Delia et leurs invités (Day-O (The Banana Boat Song)). Cependant, au lieu d'avoir peur, les investisseurs voient les fantômes comme un argument de vente; les rendant plus intéressés par le projet de Charles. Se sentant désespérée, Lydia recourt à invoquer Beetlejuice. Désormais visible par les vivants et capable d'affecter le monde qui l'entoure, il force les Maitlands au grenier avant de jeter Charles, Delia et les investisseurs hors de la maison, à la grande joie de Lydia.

### Acte II
Une éclaireuse nommée Skye explique au public qu'elle a une maladie cardiaque et que tout ce qui est choquant pourrait l'arrêter, mais qu'elle est néanmoins excitée d'être une éclaireuse. Elle sonne à la porte de la maison des Deetz et est accueillie par Lydia, qui l'invite à l'intérieur (Girl Scout). Cependant, Beetlejuice apparaît et effraie la pauvre fille. Il invoque plus de versions de lui-même pour aider Lydia à effrayer chaque visiteur qui entre dans la maison (That Beautiful Sound). Il dit également à Lydia que puisqu'elle vit et travaille parmi les morts maintenant, elle devrait également suivre leurs règles et lui donne une copie du Manuel pour les personnes décédées récemment. Cependant, comme elle n'est pas morte, Lydia ne peut pas l'ouvrir. Malgré cela, elle se rend compte que cela pourrait l'aider à retrouver sa mère et court au grenier pour l'aide de Barbara et Adam. Se sentant seul et à nouveau trahi, Beetlejuice parle avec ses clones de la façon dont il veut quitter la maison pour enfin se connecter avec les gens maintenant qu'il peut être vu. Pour y parvenir, il décide de tromper Lydia en l'épousant, ce qui lui permettra de se promener librement dans le monde vivant (That Beautiful Sound (reprise)).
Dans le grenier, Barbara et Adam aident Lydia à ouvrir le manuel, quand ils réalisent qu'ils auraient dû aller directement au Netherworld au lieu de rester dans leur maison. Adam ouvre la porte du Netherworld, mais Barbara la ferme et le livre, de peur de quitter la maison. Lydia les réprimande car elle espérait utiliser le livre pour convoquer sa mère décédée et part déçue et en colère. Barbara se rend compte que toutes leur peurs les a retenus, elle et Adam, alors ils décident de devenir plus audacieux et meilleurs (Barbara 2.0).
Delia, Charles et le gourou de Delia, Otho, rentrent dans la maison pour sauver Lydia, apportant une boîte qui peut soi-disant piéger les âmes. Beetlejuice trompe Lydia en lui disant que la lecture d'un passage du livre ressuscitera sa mère, mais à son insu, elle commence à exorciser Barbara et est forcée d'accepter d'épouser Beetlejuice pour l'arrêter (The Whole Being Dead Thing, Pt. 4 ). Il arrête l'exorcisme et ouvre une porte vers le Netherworld pour renvoyer les Maitlands pour de bon, mais Lydia saute par la porte, suivi de Charles. Enragé que son plan ait de nouveau échoué, Beetlejuice décide de tuer tout le monde à la place (Good Old Fashioned Wedding).
Lydia et Charles entrent dans le Netherworld et sont accueillis par Miss Argentine, qui, avec d'autres résidents du Netherworld, les exhorte à retourner dans le monde vivant (What I Know Now). Ils rencontrent ensuite Juno, directeur de Netherworld Customs and Processing, qui découvre bientôt qu'ils sont toujours en vie. Lydia fuit Juno et cherche frénétiquement sa mère dans le Netherworld, mais est incapable de la trouver. Charles trouve Lydia en détresse et se réconcilie avec elle (Home).
Les Deetz retournent à la maison, où Beetlejuice se prépare à tuer tout le monde. Lydia prévoit de le tromper en acceptant de l'épouser alors que Charles, Delia et les Maitlands préparent le démon (Creepy Old Guy). Le mariage donne vie à Beetlejuice, permettant à Lydia de le poignarder et de le tuer à nouveau, le rendant récemment décédé. Lydia et les Maitlands tentent de le renvoyer au Netherworld, mais Juno apparaît, se révèle comme la mère de Beetlejuice et tente de ramener Lydia avec elle. Beetlejuice tient tête à Juno, ayant appris à apprécier la vie dans sa brève expérience. Juno fait semblant d'être ému par le discours de Beetlejuice et le jette hors de la maison. Les Maitlands, Charles et Delia refusent de laisser Juno prendre Lydia. Beetlejuice s'écrase alors à travers le mur chevauchant un ver de sable, qui mange Juno.
Beetlejuice dit ses derniers adieux à tout le monde avant de partir. Les Deetz et les Maitlands se réjouissent de leur victoire et acceptent de partager la maison pendant qu'ils nettoient et réparent les dégâts. Lydia accepte que bien que sa mère soit partie, il reste encore tant de choses à apprécier dans la vie (Jump in the Line).

## Distribution
| Personnage                       | Washington, D.C. (2018) | Broadway (2019)                      | Broadway (2022)  | Japon (2023)      |
| -------------------------------- | ----------------------- | ------------------------------------ | ---------------- | ----------------- |
| Beetlejuice                      | Alex Brightman          | Alex Brightman                       | Alex Brightman   | Jessie (SixTONES) |
| Lydia Deetz                      | Sophia Anne Caruso      | Sophia Anne Caruso puis Presley Ryan | Elizabeth Teeter | Miisa Shimizu     |
| Adam Maitland                    | Rob McClure             | Rob McClure                          | David Josefberg  | Ryo Katsuji       |
| Barbara Maitland                 | Kerry Butler            | Kerry Butler                         | Kerry Butler     | Ayu Aïka          |
| Delia Schlimmer / Miss Argentine | Leslie Kritzer          | Leslie Kritzer                       | Leslie Kritzer   | Jun Sena          |
| Charles Deetz                    | Adam Dannheisser        | Adam Dannheisser                     | Adam Dannheisser | Keigo Yoshino     |
| Maxie Dean                       | Danny Rutigliano        | Danny Rutigliano                     | Danny Rutigliano | /                 |
| Maxine Dean / Juno               | Jill Abramovitz         | Jill Abramovitz                      | Zonya Love       | /                 |
| Otho                             | Kelvin Moon Loh         | Kelvin Moon Loh                      | Kelvin Moon Loh  | /                 |
| Skye la fille Scout              | Dana Steingold          | Dana Steingold                       | Dana Steingold   | /                 |

Notes
1. ↑  Le rôle de Miss Argentine a été ajouté après les essais à DC
2. ↑  Le rôle de Mme Shoggoth a été renommé Juno lors des essais à DC

## Numéros musicaux
| Acte I - Prologue: Invisible - Lydia et l'Ensemble - The Whole Being Dead Thing – Beetlejuice et l'Ensemble - Ready, Set, Not Yet – Adam and Barbara - The Whole Being Dead Thing, Pt. 2 – Beetlejuice et l'Ensemble - The Whole Being Dead Thing, Pt. 3 – Beetlejuice† - Dead Mom – Lydia - Fright of Their Lives – Beetlejuice, Adam, Barbara et l'Ensemble - Ready Set, Not Yet (reprise) – Barbara et Adam - No Reason – Delia and Lydia - Invisible (reprise)/On the Roof – Beetlejuice - Say My Name – Beetlejuice, Lydia, Barbara et Adam - Day-O (The Banana Boat Song) – Delia, Charles, Maxie, Maxine et l'Ensemble‡ |  | Acte II - Girl Scout – Skye - That Beautiful Sound – Beetlejuice, Lydia et l'Ensemble - That Beautiful Sound (reprise) – Beetlejuice et l'Ensemble† - Barbara 2.0 – Barbara and Adam - The Whole Being Dead Thing, Pt. 4 – Beetlejuice† - Good Old Fashioned Wedding – Beetlejuice† - What I Know Now - Miss Argentina et l'Ensemble - Home - Lydia - Creepy Old Guy – Lydia, Adam, Barbara, Beetlejuice, Charles, Delia et l'Ensemble - Jump in the Line (Shake, Senora) / Dead Mom (reprise) / Home (reprise) / Day-O (reprise) – Lydia, Barbara, Adam, Delia and Charles‡ |

- † N'est pas inclus dans l'enregistrement.
- ‡ apparait dans le film de 1988

L'enregistrement original de la distribution Broadway est sorti numériquement le 7 juin 2019 chez Ghostlight Records.

## Productions
En 2016, une adaptation musicale du film Beetlejuice de 1988 (réalisé par Tim Burton et mettant en vedette Geena Davis dans le rôle de Barbara Maitland, Alec Baldwin dans le rôle d'Adam Maitland, Winona Ryder dans le rôle de Lydia Deetz et Michael Keaton dans le rôle de Beetlejuice) aurait été en préparation par Alex Timbers et produit par Warner Bros., après une lecture avec Christopher Fitzgerald dans le rôle-titre. En mars 2017, il a été rapporté que le comédien musical australien Eddie Perfect écrirait la musique et les paroles et Scott Brown et Anthony King écrirait le livret de la comédie musicale, et qu'une autre lecture aurait lieu en mai, avec Kris Kukul comme directeur musical. La comédie musicale a eu trois lectures et deux ateliers avec Alex Brightman dans le rôle titre, Sophia Anne Caruso dans le rôle de Lydia Deetz, Kerry Butler et Rob McClure pour Barbara et Adam Maitland,.

### Washington DC (2018)
La comédie musicale a eu un essai avant Broadway au National Theatre de Washington DC pour une diffusion limitée du 14 octobre au 18 novembre 2018. La production a été mise en scène par Alex Timbers, chorégraphiée par Connor Gallagher, direction musicale par Kris Kukul, conception scénique par David Korins, conception de costumes par William Ivey Long, conception des lumières par Kenneth Posner, conception sonore par Peter Hylenski, conception de projection par Peter Nigrini, conception de marionnettes par Michael Curry, effets spéciaux par Jeremy Chernick, illusions par Michael Weber, production musicale par Matt Stine et les arrangements de danse de David Dabbon,. Le casting inclus Alex Brightman dans le rôle titre aux côtés de Sophia Anne Caruso dans le rôle de Lydia, Kerry Butler et Rob McClure dans les rôles de Barbara et Adam, Leslie Kritzer et Adam Dannheisser dans les rôles de Delia et Charles, Jill Abramovitz et Danny Rutigliano dans les rôles de Maxine et Maxie et Kelvin Moon Loh comme Otho.

### Broadway (2019-2020)

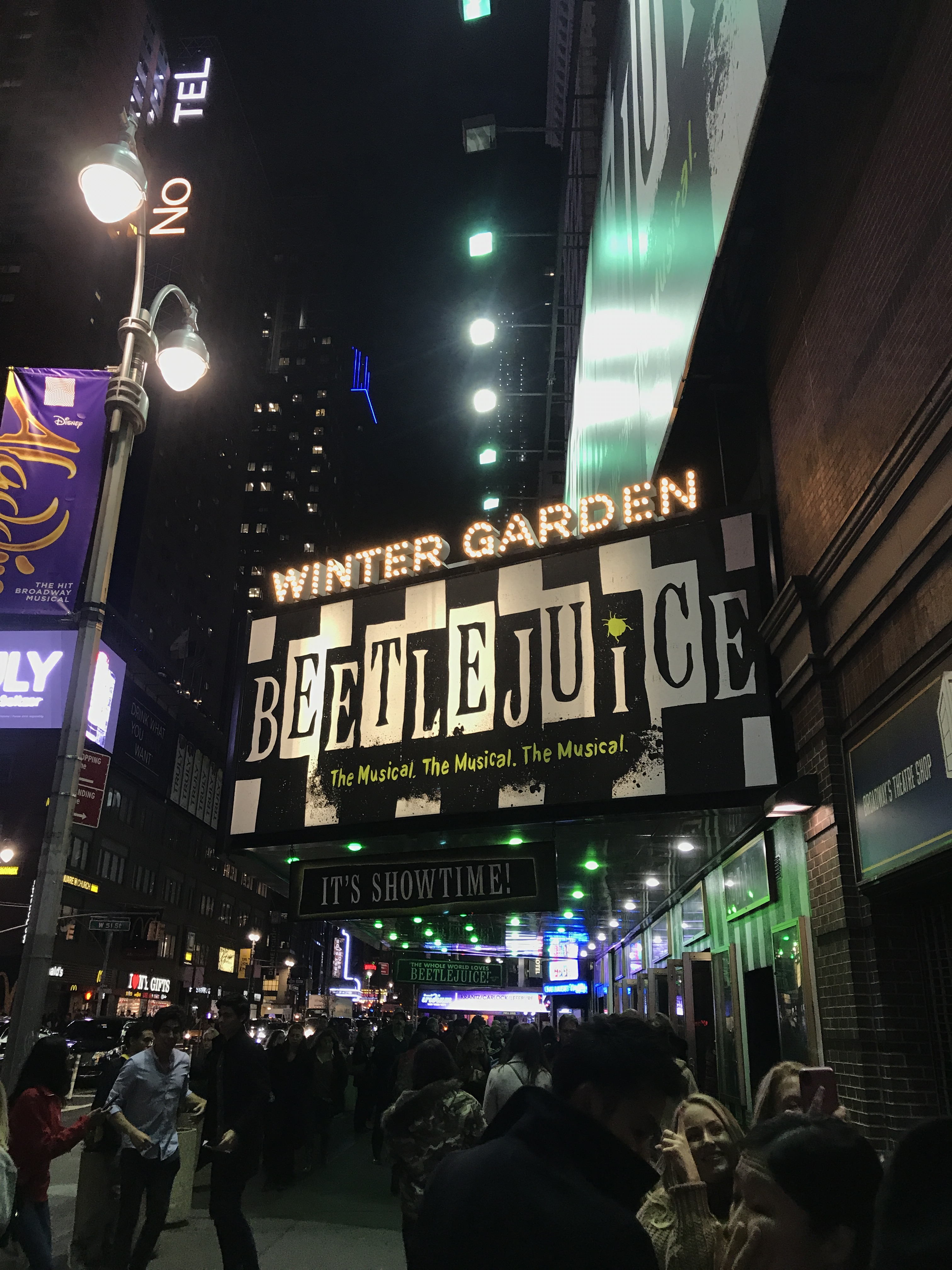
Beetlejuice à l'affiche du Winter Garden Theatre en 2019.

Beetlejuice a été présenté à Broadway au Winter Garden Theatre avec la même distribution et la même équipe créative. Les avant-premières ont commencé le 28 mars 2019, avec une soirée d'ouverture officielle le 25 avril 2019. David Josefsberg a repris le rôle d'Adam en septembre 2019, tandis que la doublure Presley Ryan a repris le rôle de Lydia en février 2020,.
Après un total de 27 avant-premières et 366 représentations régulières, cependant, la production a joué sa dernière représentation au Winter Garden le 10 mars 2020, avant que la Broadway League ne ferme toutes les productions de Broadway pour aider à lutter contre la pandémie de COVID-19. Une tournée nationale est prévue pour l'automne 2021 et, selon le moment où les théâtres rouvriront après la pandémie, les producteurs peuvent chercher à transférer la production dans un autre théâtre de Broadway.

## Récompenses et nominations

### Production de Broadway
| Année | Récompense                  | Catégorie                                                    | Nomination                                                   | Résultat   |
| ----- | --------------------------- | ------------------------------------------------------------ | ------------------------------------------------------------ | ---------- |
| 2019  | Tony Awards                 | Best Musical                                                 | Best Musical                                                 | Nomination |
| 2019  | Tony Awards                 | Best Book of a Musical                                       | Scott Brown et Anthony King                                  | Nomination |
| 2019  | Tony Awards                 | Best Original Score                                          | Eddie Perfect                                                | Nomination |
| 2019  | Tony Awards                 | Best Performance by an Actor in a Leading Role in a Musical  | Alex Brightman                                               | Nomination |
| 2019  | Tony Awards                 | Best Scenic Design in a Musical                              | David Korins                                                 | Nomination |
| 2019  | Tony Awards                 | Best Costume Design in a Musical                             | William Ivey Long                                            | Nomination |
| 2019  | Tony Awards                 | Best Lighting Design in a Musical                            | Kenneth Posner et Peter Nigrini                              | Nomination |
| 2019  | Tony Awards                 | Best Sound Design of a Musical                               | Peter Hylenski                                               | Nomination |
| 2019  | Outer Critics Circle Awards | Outstanding Set Design (Play or Musical)                     | David Korins                                                 | Lauréat    |
| 2019  | Outer Critics Circle Awards | Outstanding Costume Design (Play or Musical)                 | William Ivey Long                                            | Nomination |
| 2019  | Outer Critics Circle Awards | Outstanding Projection Design (Play or Musical)              | Peter Nigrini                                                | Nomination |
| 2019  | Outer Critics Circle Awards | Outstanding Featured Actress in a Musical                    | Leslie Kritzer                                               | Nomination |
| 2019  | Drama League Awards         | Founder's Award for Excellence in Directing                  | Alex Timbers                                                 | Lauréat    |
| 2019  | Drama League Awards         | Outstanding Production of a Broadway or Off-Broadway Musical | Outstanding Production of a Broadway or Off-Broadway Musical | Nomination |
| 2019  | Drama League Awards         | Distinguished Performance Award                              | Alex Brightman                                               | Nomination |
| 2019  | Drama League Awards         | Distinguished Performance Award                              | Leslie Kritzer                                               | Nomination |
| 2019  | Drama Desk Awards           | Outstanding Featured Actress in a Musical                    | Leslie Kritzer                                               | Nomination |
| 2019  | Drama Desk Awards           | Outstanding Book of a Musical                                | Scott Brown & Anthony King                                   | Nomination |
| 2019  | Drama Desk Awards           | Outstanding Set Design for a Musical                         | David Korins                                                 | Lauréat    |
| 2019  | Drama Desk Awards           | Outstanding Costume Design for a Musical                     | William Ivey Long                                            | Nomination |
| 2019  | Drama Desk Awards           | Outstanding Projection Design                                | Peter Nigrini                                                | Nomination |
| 2019  | Drama Desk Awards           | Outstanding Wig and Hair Design                              | Charles G. LaPointe                                          | Nomination |
| 2019  | Drama Desk Awards           | Outstanding Puppet Design                                    | Michael Curry                                                | Nomination |
| 2019  | Theatre World Awards        | Outstanding New York City Stage Debut Performance            | Sophia Anne Caruso                                           | Lauréat    |